# Micraglossa manoi
Micraglossa manoi là một loài bướm đêm trong họ Crambidae.